# シュタインフルト
シュタインフルト (ドイツ語: Steinfurt, ドイツ語発音: [ˈʃta‿infʊrt], 低地ドイツ語: Stemmert) は、ドイツ連邦共和国ノルトライン＝ヴェストファーレン州ミュンスター行政管区のシュタインフルト郡に属す市で、同郡の郡庁所在地である。

## 地理
シュタインフルトは、ミュンスターの北西 29 km のミュンスターラント砂礫帯に位置している。

### 隣接する市町村
シュタインフルト市は、オホトルプ、ヴェットリンゲン、ノイエンキルヒェン、エムスデッテン、ノルトヴァルデ、アルテンベルゲ、ラール、ホルストマール、メテレンと境を接している。

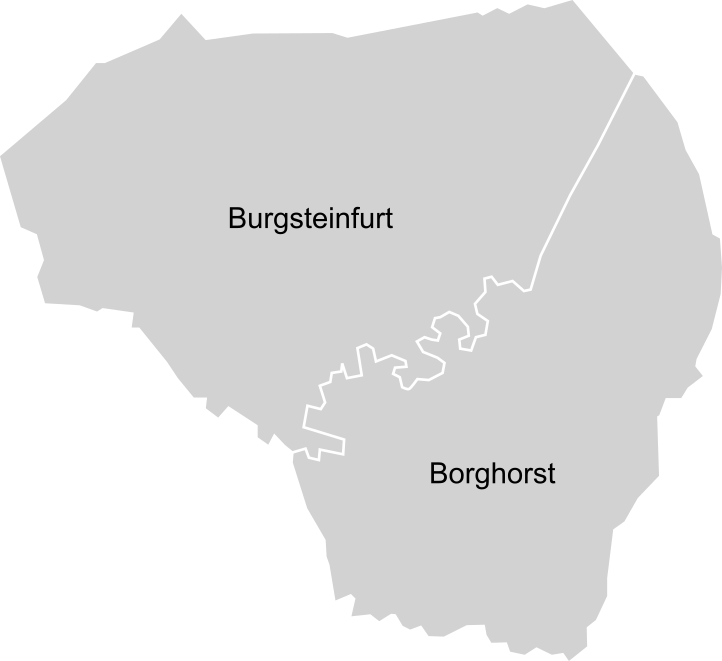
シュタインフルト市の地区図

### 市の構成
本市は、ブルクシュタインフルトとボルクホルストの2つの地区からなる。各地区は以下の集落から形成されている。
- ブルクシュタインフルト (65.2 km2)
  - ホリヒ
  - ゼレン
  - ヴェルトルプ
- ボルクホルスト (46.2 km2)
  - ドゥムテ
  - ヴィルムスベルク
  - オステンドルフ

## 歴史
1975年1月1日にボルクホルスト市とブルクシュタインフルト市が合併してシュタインフルト市が成立した。

### ブルクシュタインフルト
ブルクシュタインフルトはミュンスターラントの集落である。福音主義が多数派で、ヴェストファーレンで最も古い単科大学がある。様々な時代の民家が建ち並び、水城がそびえ立つ。さらに、魅力的な景観で、特に18世紀から存在する緑のレジャーランド「バグノ」にはヨーロッパで最も古いものの1つに数えられる野外コンサートホールがある。

#### 中世
この街の創設には、周辺の古くからの農村、統治センターとしての城砦、交通の便が良い川の徒渉地、多くの交易路が交わる地点といった多くの要因が寄与した。周辺の農村であるホリヒ、ゼレン、ヴェルトルプは、おそらくブルクシュタインフルトよりも古い。890年頃に記録されている Villa Seliun (Werdener Urbar A Teil 3; Kötzschke 1906, Bd. 2, CXI, 39) がシュタインフルトの市域における定住に関する最初の文献証拠である。これはおそらく、現在のゼレンよりも広大な農場であった。この地域の発掘調査によって、シュタイントーアフェルトマルクで9世紀から12世紀の古い農業集落が発見された。この古い農業集落は1939年にブルクシュタインフルトに合併した。
城砦への入り口に、古いマルクト広場（市場が開かれる広場）があった。この広場を中心に現在の旧市街が形成された。
「シュタインフルト (Steinfurt)」という地名は、アー川を渡る石の (steinern) 徒渉地 (Furt) に由来する。この徒渉地は、家畜がひく車と一緒に川を渡ることができる数少ない場所の1つであった。この徒渉地を管理する者は権力を持ち、通行税を請求することができた。川を渡る者は集落でも交易を行った。1129年には既に、de Steinvorde（後のベントハイム＝シュタインフルト家）の2人の貴族がこの徒渉地とそれに続く街道の管理を行っていた。
現在のシュタインフルトとエムスデッテンとを結ぶ街道「Via regis」の近くに、アッシェベルク家が城砦を有していた。この街道は、9世紀の軍事・交易路で、ゲルマン東部とミュンスターとを結んでいた。伝説によれば、アッシェベルク家は、1164年、シュタインフルト家が旅に出た隙に彼らの城を破壊したとされる。シュタインフルト家は帰還後にアッシェベルク家の城を地面同様になるまで破壊することで復讐を遂げた。アッシェベルク家は1206年に断絶し、シュタインフルト家がこの地域の権力を掌握した。

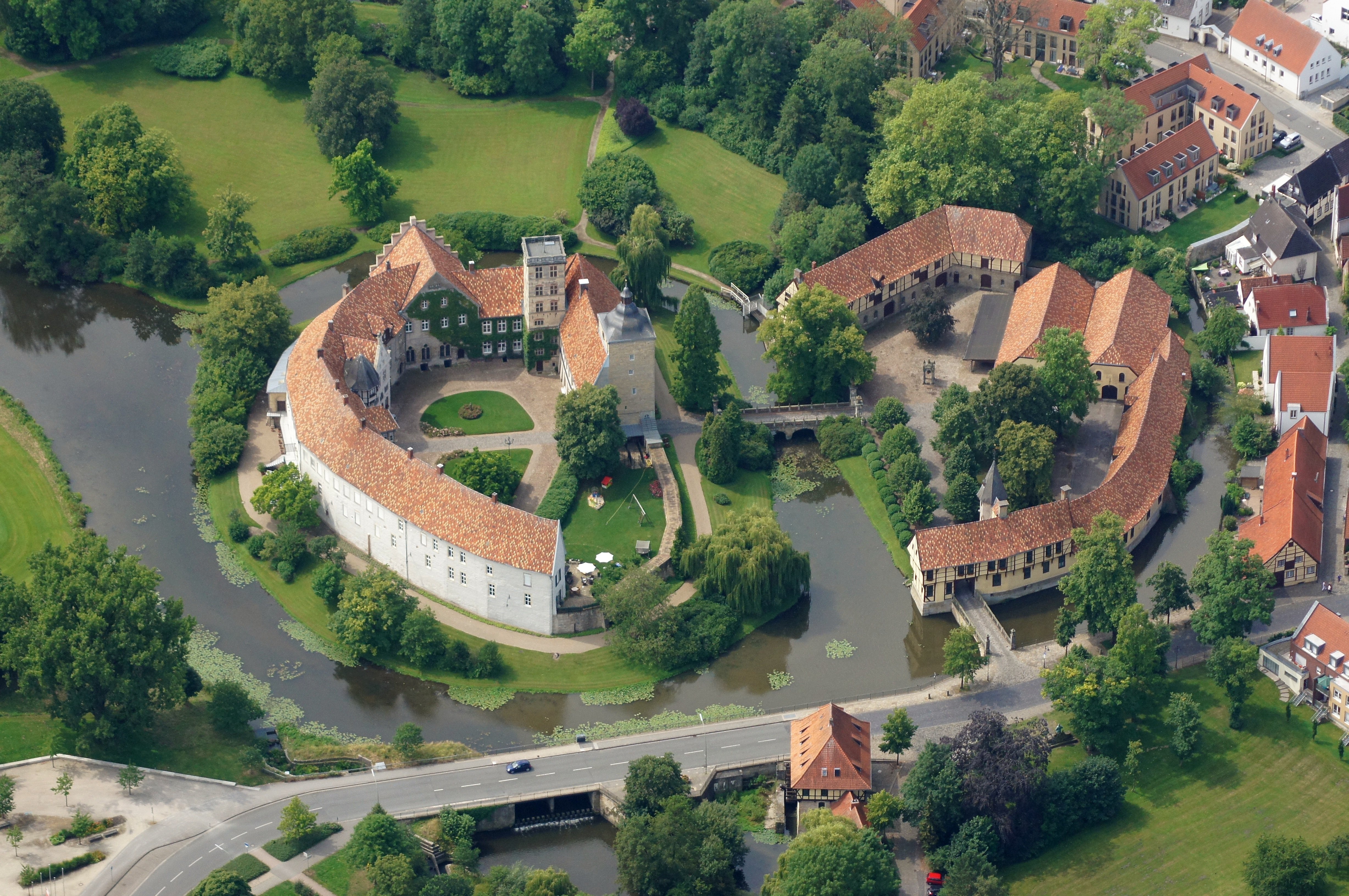
ブルクシュタインフルト城

ブルクシュタインフルト城（水城）を建設したのは、ルドルフ2世フォン・シュテンフォルデである。彼は1155年に初めて文献に記録されている。シュタインフルト家はその勢力範囲を拡大し、後にシュタインフルト伯となった。
1421年にシュタインフルト家が断絶した後、城砦は相続人のベントハイム伯家の所有となった。ヴァルブルク・フォン・ブレデローデ女伯の息子アルノルトは、1558年に城を再び整備した。
シュタインフルト家は明らかにリベラルな政策を採った。商人、職人、その他のいわゆる都市農民に対して、徒渉地に近い交通の便の良い場所の家屋を提供した。住民はこれに対して金、蜜蝋、あるいはニワトリといったささやかな対価を支払った。古い農村であった Villa Veliun は、一種の市場集落へ急速に発展していった。この集落は、1338年の文書に「unse Stat to Stenvorde」（都市 Stenvorde）と記述されている。この街が「ブルクシュタインフルト」という名称であったのは1850年頃から1975年の地域再編までであった。1975年1月1日のミュンスター/ハム法の発効に伴い、ボルクホルスト市区とブルクシュタインフルト市区からなる新しい都市シュタインフルト市が成立した。
シュタインフルトにとって、ヨハネ騎士団も重要であった。ヨハネ騎士団員は貴族領主のルドルフ2世とともにシュタインフルトにやって来た。この貴族は、数人のヨハネ騎士団員とともに十字軍に参加しており、その戦友たちがシュタインフルトに住み着いたのであった。彼は、友好の証として1230年に最初の修道院を設立した。いわゆる十三救貧修道院である。伯とその家族の魂の救済のために13人の貧者に1日2回飲食を提供することを条件に、ヨハネ騎士団に周辺のいくつかの土地が与えられた。この騎士団は1244年、「大教会」のすぐ近くに「支部」と呼ばれる司令部を設けた。この古い建物は現在も遺されている。この司令部に隣接して12世紀から集落が存在していた。現在のフリートホーフ集落である。ヨハネ修道院の財力は安定的に増大していった。貴族家は、たとえば「大教会」の聖職者任命権や管財権を含む監督権を修道院に移譲した。さらに時代とともに、シュタインフルト周辺の大農場やその他の土地の寄進を行った。ヨハネス騎士団にとってヴェストファーレンにおける最初の支部であるシュタインフルト支部は、この地域最大の騎士団集落となっていった。彼らはミュンスターにもその支所を設けた。ヨハネス騎士団とフリートホーフ集落は重要な集合体を形成していた。フリートホーフ集落はシュタインフルトの管轄外の集落であり、独自の権利を有していた。

#### 近世

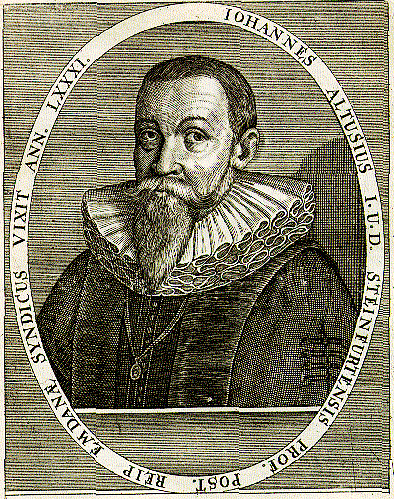
ヨハネス・アルトゥジウス

ベントハイム＝シュタインフルト伯アルノルト3世は1558年にギムナジウム・アルノルディヌムを創設した。この学校は、総合大学としてオランダにおいても声望が高かった。1591年から1593年にアルノルト4世はホーエ・シューレ・シュタインフルト（大学）を建設した。建築好きで人文主義の教育を受けたルネサンス領主であったベントハイム伯アルノルト4世（1564年 - 1606年）は、彼がその領邦にもたらしたカルヴァン派の「純粋で混じりけのない使途の教え」が広まることを確信していた。元々は、おおむね人文主義の必須科目あたる文法、修辞学、討論術の3つの専門分野を教えるトリヴィアルシューレ（直訳: 3つの道の学校）であったが、1591年には神学、法学、物理学/医学、哲学といった専攻を有するアカデミックな学校に拡張された。この学校は、改革派神学者のコンラート・ヴォルスティウス（1592年 - 1610年）、民衆主権論者で専制君主に対する民衆の抵抗権を主張した有名な法律家ヨハネス・アルトゥジウス（1592年 - 1594年）、有名な法律一家パーゲンシュテッヒャー家からの6人の教授、光学的通信技術の開発者でブーヒェンベルクで実験を行った有名な医学者クリストフ・ルートヴィヒ・ホフマン（1756年 - 1764年）、哲学者で膨大な自然哲学・神学の著述を行ったオットー・カスマンなど知的なプロフィールで充ちていた。ホーエ・シューレ・シュタインフルトの堂々たる建築は、16世紀末に校舎として建設された。現在の立派な外観は元々の設計図に近づけられている。明かり取りの窓と鋳鉄製の風向計を持つウェルシュ帽型（擬宝珠型）のスレート葺きの屋根を戴く鐘楼塔は現代でも明らかに街の景観を特徴付けている。
シュタインフルトの古い見張り塔は「tho wake und to yse」すなわち、防備を固め、凍結しないようにすることを目的とした防衛施設で、市民の名前を冠していた。冬に市の濠が凍った場合、市の安全性を確保するために氷を砕く必要があった。このため住民は、「アイス」（直訳: 氷区）と呼ばれる3つの管区（キルヒシュトレースナー・アイス、シュタインシュトレースナー・アイス、ヴァッサーシュトレースナー・アイス）に分けられていた。

#### 三十年戦争
本市の市域は三十年戦争で参戦した様々な陣営によって何度も襲撃された。1623年頃ブルクシュタインフルト近郊でクリスティアン・フォン・ブラウンシュヴァイク＝ヴォルフェンビュッテルとティリー伯軍の前衛部隊との間で戦闘が行われた。1634年に市と城がミュンスター司教領主の軍隊によって占領され、その後ヘッセン軍がこれに替わった。1647年頃に市は皇帝軍によって占領された。ブルクシュタインフルトの住民はこの頃ペストと飢餓に苦しんでいた。多くの住民がオランダへ逃れていった。戦争終了時には約320軒の家屋が廃屋となっていた。データによれば、市内にはわずか50人の貧しい人が残されているだけであった。1648年のヴェストファーレン条約締結後、わずかの間息を吹き返したものの、1660年には当時のミュンスター司教クリストフ・ベルハルト・フォン・ガーレンがこの街を違法に占拠した。本市には約60年にわたって兵舎が置かれ、その要求下で苦しまなければならなかった。

#### 18、19世紀
司教は大教会をカトリックも共同利用できるよう強要した。1716年の和議によって占拠状態は終了した。その少し後に、シュタインフルトのカトリック教区教会がバロック様式で建設された。ユダヤ教徒の関係においてもシュタインフルト伯はリベラルであった。伯は1662年にあるユダヤ人に保護状を与えた。彼とその家族はシュタインフルトに住むことができ、ビジネスを行い、非宗教的な活動を行うことができた。当初はユダヤ人の定住に対する抵抗があったが、数十年のうちにますます多くのユダヤ人がシュタインフルトに足場を固めた。
穏やかな時代が始まった。市の濠や土塁は平らにならされ、新たに生じた土地は市民や財界に移譲された。ベントハイム＝シュタインフルト伯カール・パウル・エルンストは、経済力の向上を計画した。彼は国外を旅して、城館の東側にフランスをモデルとした公園を建設するアイデアを得た。この公園はシュタインフルター・バグノと呼ばれる。バグノ (Bagno) はイタリア語由来で、il bagno = 水浴池を意味する。息子のルートヴィヒは、当初は小さかった池を広げ、イギリス式庭園に改造した。続いて中国風の宮殿、アリーオンシッフ、ゴシック様式の家屋や人工の廃墟といったエキゾチックな建築物を造営した。これらの建物のうち現存しているのは、コンサートギャラリー、廃墟の島、新しい監視所である。シュタインフルター・バグノは、大衆を惹きつけている。

#### 第二次世界大戦
国家社会主義のイデオロギーはシュタインフルトの門前でも立ち止まることはなかった。1938年11月の排斥運動（水晶の夜）に、ギムナジウム・アルノルディヌム（ホーエ・シューレ）の近くにあったシナゴーグが破壊された。42人のユダヤ系住民がシュタインフルトから追放され、わずか4人だけが生き延びた。第二次世界大戦終結時、旧市街のほぼ半分が2度の爆撃で破壊されていた。イギリス軍は1945年4月にシュタインフルトを占領した。シュタインフルトはイギリス軍政府の所在地となった。

#### 合併
1939年4月1日にホリヒ、ゼレン、ヴェルトルプが合併した。

### ボルクホルスト

#### 中世

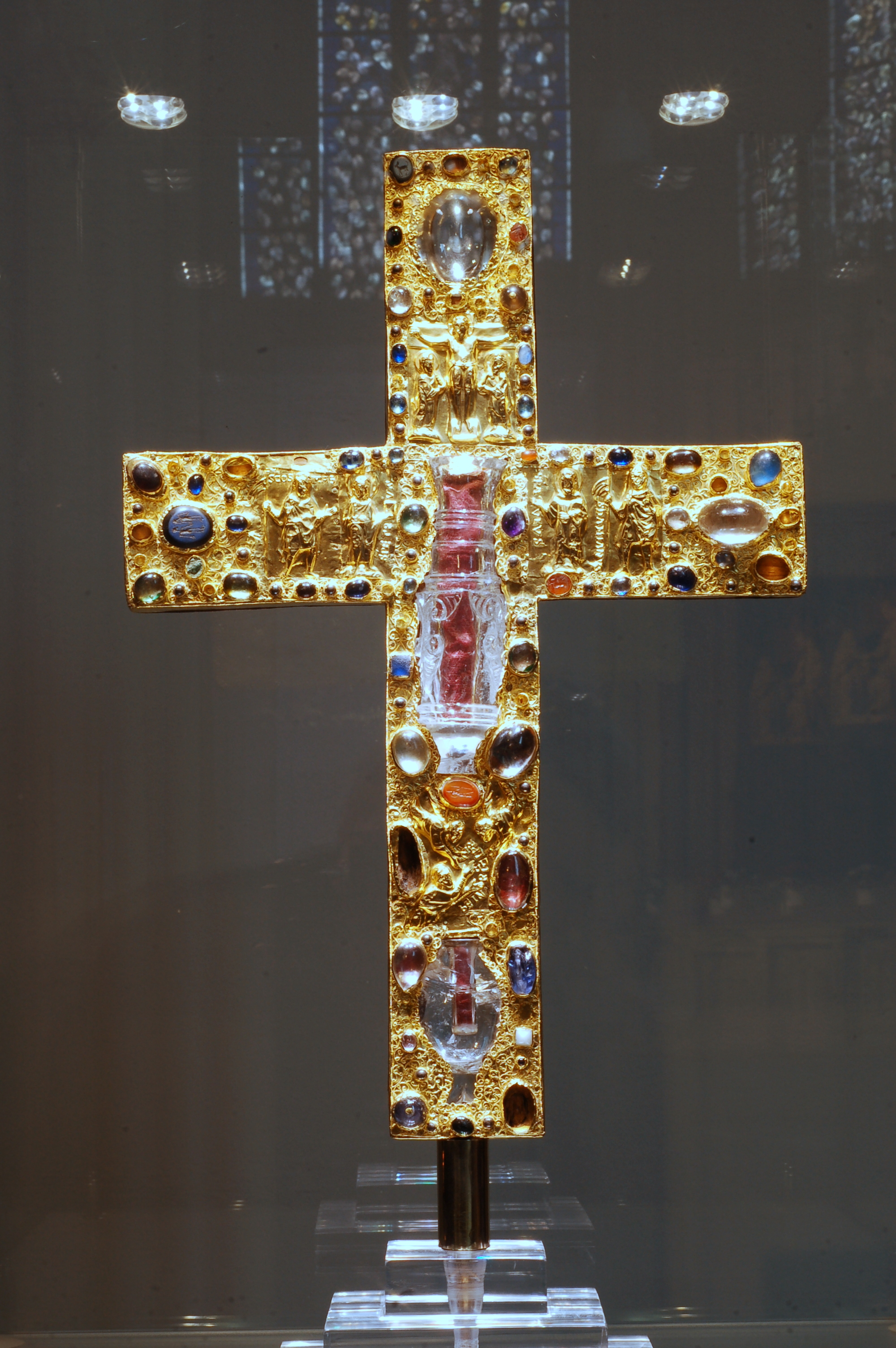
「修道院の十字架」

ボルクホルストの領域には、8世紀には既に定住が行われていた。これは教区教会近くから出土した木棺によって証明されている。この地に住んでいた伯は、Borchorst伯、あるいは Borchorst貴族家と文献に記されている。
この集落は968年10月23日に初めて文書に記録されている。この文書で皇帝オットー1世は、ベルタ女伯とその娘 Hathewig に対して、防御を巡られた城砦を修道共同体（律修修女）に改築することを許している。これが後にボルクホルスト女子修道院となった。最初の教会の建設も3つの皇帝文書で確認できる。ザクセン朝の皇帝オットー1世、オットー2世、オットー3世の、968年、974年、989年の文書である。最初の文書から843年後の1811年にこの教会は取り壊された。
修道院時代の最も高価な文物が、およそ1000年前の、金で覆われ、本物の水晶で装飾されたオーク材で創られた聖遺物の十字架「修道院の十字架」である。この十字架の前面には、皇帝ハインリヒが寄進者として記されているが、これはおそらくハインリヒ3世のことであると考えられる。エッセンの聖人であるコスマスとダミアン、それにペトロとパウロが、エッセンのテオファヌス福音集と同じ配置で描かれている前面の図像プログラムは、ボルクホルスト修道院がエッセン修道院の娘修道院として設立されたことを示している。この十字架はボルクホルストの聖ニコメデス教区教会に展示されている。

#### スペインの略奪
オランダがその独立をかけてスペインと戦った八十年戦争で、特に1578年から1603年にボルクホルスト女子修道院は野蛮な戦闘集団にひどく苦しめられた。1590年、当時現職の女子修道院長アナ・フォン・ダウン＝ファルケンシュタインの兄弟または近親者がミュンスター司教領を荒らし回った。ファルケンシュタイン＝オーバーシュタイン伯は、ホラハ伯とともにメテレンとボルクホルストで宿営した。当時のボルクホルスト女子修道院等代理アナ・フォン・シュトリックスは殺害された。ブルクシュタインフルトの城館文書には、100人以上のスペイン軍の騎士がシュタインフルト伯領、特にボルクホルストへ、敵意を持って、武装し、思いがけず現れたと報告されている。信じられないような狼藉が行われ、すべての実用品や価値あるものが奪い取られた。住民たちは約250頭の家畜や馬を奪われた。

#### 1870年以降
ボルクホルストの先取の気性は、1870年/1871年の普仏戦争以後交通技術開発や先進的な工業化を伴うめまぐるしい発展がなされたことに由来している。ボルクホルストでは、それ以前は農耕の他に家内で機織が営まれていた。製品の多くはオランダ、スペイン、イングランドや、さらに遠い地域で売買された。数多くの工場が設立された: 織布工場、紡績工場、加工工場、縫製工場、編み物工場などである。テキスタイル産業の発展は、アルノルト・コック、ランヴァース＆ブリンクハウス、ブリンクハウス＆ヴィーシェブリンク、A. ヴァッテンドルフといった社名と結びついている。
発展の進行に伴い、1885年に修道院教会が取り壊され、新しく、かなり大きな教会が建設された。新しい聖ニコメデス教区教会は1885年から1889年に建設された。この建築は、ケルン聖堂の建設事務所で教育を受けたケルン生まれの建築家ヒルガー・ヘルテルによって建設された。教会の空間は全長 66 m、幅 26 m、高さ 21 m である。これはノルトライン＝ヴェストファーレン州最大級のハレンキルヒェの1つである。その建設中に悲劇的な事故が3回起こった。1回は建設作業員が重傷を負い、2回は死亡した。
1950年頃、市内には約10万台の紡績機と2,600台の織機があった。この織布産業の最盛期は継続せず、現在ではわずかな企業が織布製造に携わっているだけである。有名な会社のかつての製造所は取り壊され、現在は空き地か他の目的に転用されている。
1950年5月21日にボルクホルストは「市」になった。
街の中心部では、歩行者専用地域に接して新しい BWS-ツェントルムが開発された。保護文化財に指定されている煙突の下（防火用水槽を持つ2つの煙突の1つ）、ショッピングセンターとなった、かつてのボルクホルスター・ヴァルプ＝シュピネライ (BWS) がボルクホルストの織布産業時代の思い起こさせる。

#### 第二次世界大戦
1939年から1945年まで、市域内に数多くの爆撃が行われた。ボルクホルストは1945年3月31日に、侵攻してきたイギリス軍に抵抗することなく降伏した。この地に建っていたハイマン邸はかつてユダヤ人のアルバート・ハイマンとフリーダ・ハイマンが暮らしていた邸宅で、両名はナチスによって捕らえられ、アウシュビッツで殺害された。建物は消防署の敷地として使うために取り壊されることになったが、2014年にストルパーシュタイン（躓きの石）プロジェクトは、邸宅の保護を訴えた。現在はハイマン一家のストルパーシュタインが設置されている。

#### 地名の古い表記/由来
- ブルクシュタインフルト (Burgsteinfurt) → 「石の多い徒渉地の城」
  - Stenvorde
  - Burgsteinfurt
- ボルクホルスト (Borghorst) → 「森の中の城」
  - Burhurst
  - Bornhorst
  - Burchorst
  - Burchurst
  - Borchorsth
  - Borchorst
  - Borghorst

Burchurst という語は、Burc と hurst との組み合わせである。Burc は城砦または防御を備えた城館であり、hurst または horst は森を意味する。

### 人口推移

1793年から2014年のシュタインフルトの人口推移。青線がボルクホルスト、赤線がブルクシュタインフルト。

## 住民

### 宗教
ブルクシュタインフルトは、カトリックのミュンスターラントにおける福音主義信仰の飛び地となっている。
ベントハイム＝シュタインフルト伯領では、1544年にアルノルト2世伯がルター派の教えを導入した。1588年から徐々にルター派からカルヴァン主義へ移行していった。この移行は1598年に完了した。
ボルクホルストでは、ローマ＝カトリックが優勢である。
教会組織:
- 福音主義
  - ブルクシュタインフルト福音主義教会
  - 福音主義ルター派聖ヨハネス教会（独立福音主義ルター派教会）
  - ボルクホルスト＝ホルストマール福音主義教会
- カトリック（ミュンスター司教区、シュタインフルト首席司祭区クライス、シュタインフルト首席司祭区）
  - カトリック聖ニコメデス教区教会、以下の教会からなる: 聖ニコメデス教区教会（ボルクホルスト市区）、旧マリア被昇天教区教会（ボルクホルスト市区、2005年に統合された）、旧聖ヨハネス・ネポムク教区教会（ブルクシュタインフルト市区、2014年に統合された）
- その他の宗教
  - トルコ・イスラム連合 e.V.
  - イスラム文化センター・ケルン e.V.
  - 新使徒派教会（ドイツ語版、英語版）
  - 自由キリスト教会

## 行政

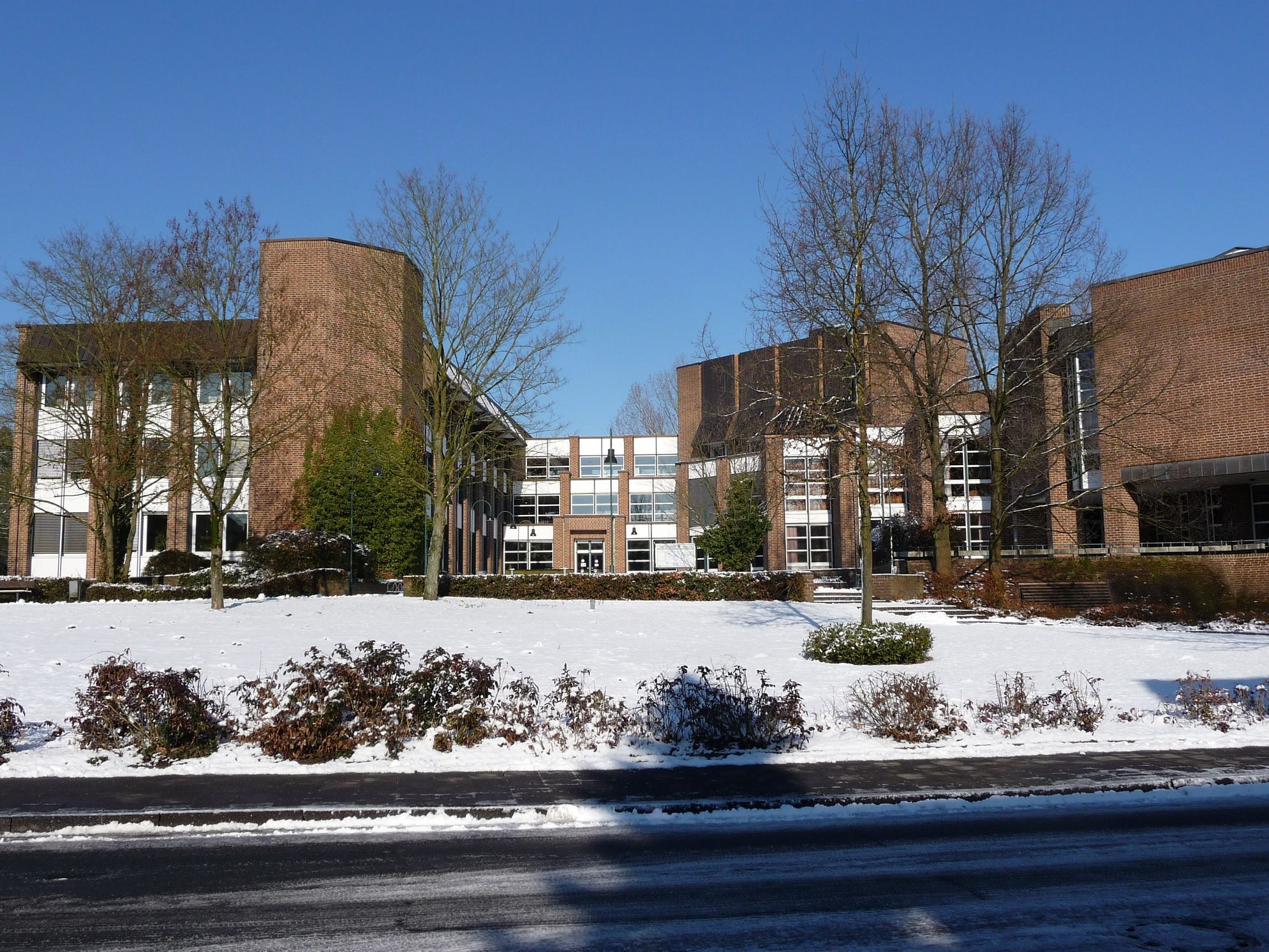
シュタインフルト市庁舎

### 市議会
シュタインフルト市議会は、46人の議員と市長で構成されている。

### 首長
シュタインフルトの市長は、クラウディア・ベーゲル＝ホイヤー (FDP) である。2015年9月13日の市長選挙で、当時連邦議会議員であったベーゲル＝ホイヤーは、新たな市長に選ばれた。

### 姉妹都市
シュタインフルトは以下の都市と姉妹都市関係にある。
- レイッセン＝ホルテン（オランダ語版、英語版）（オランダ、オーファーアイセル州） 1974年
- リーデーケルケ（オランダ語版、英語版）（ベルギー、フラームス＝ブラバント州）1975年
- ノイブーコフ（ドイツ語版、英語版）（ドイツ、メクレンブルク＝フォアポンメルン州）1990年

### 都市権
ブルクシュタインフルトは、早くも1347年に領主から都市権を授けられた。この領主家断絶後も後継者であるディンスラーケン近郊のゲッタースヴィック家出身のベントハイム伯から、寄進や購入によって通行税徴収権やビール税増税権などを保持した。1536年以降、ブルクシュタインフルト市は、選出された市長、審判人、参事会による完全な自治権を獲得した。市民の特別な自覚は、1561年に建造された市庁舎に表現されている。この建物は、この小都市の建築史・文化史上の宝の1つに数えられる。
ボルクホルストは1930年に街の紋章を使用する権利を得た。都市権は1950年5月21日に授与された。

### 紋章
ボルクホルストの紋章は、銀地に9つの青い菱形図形である。これはボルクホルストの城吏であるホルストマール家の紋章に由来する。この城吏は、ミュンスター司教のミニステリアーレまたは家人であった。
ブルクシュタインフルトの紋章は1635年の市の印章に由来する。それは金地に赤い城門を描いたものであった。塔のデザインは、ホーエ・シューレの2つの塔と、1561年の市庁舎の塔を象徴している。

## 文化と見所

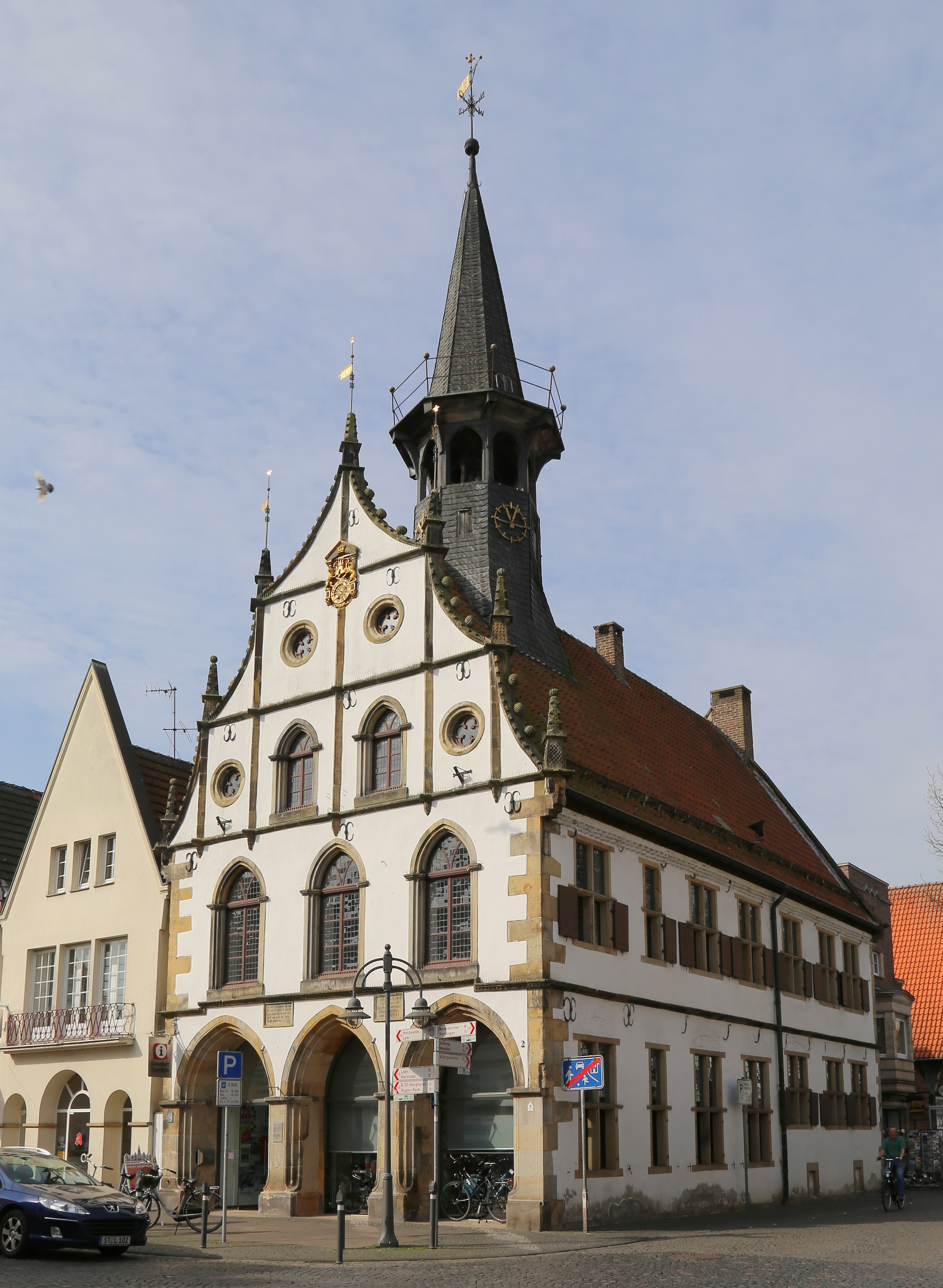
ブルクシュタインフルト旧市庁舎

### 郷土保存
シュタインフルト全域で保護されているのは低地ドイツ語だけでなく、シュタインフルトの古い伝統すべてが保護の対象である。両市区の郷土協会は感銘深い方法で郷土史を見直している。保護文化財の家屋の保護も行われている。
ボルクホルスト郷土協会の所在地は、旧ボルクホルスト市庁舎である。ここには郷土博物館も入居している。ここには農民の生活や労働、手工業、テキスタイル産業の用具、教会や修道院の調度品の他に、聖ニコメデス教区教会の「トルステン」が展示されている。ブルクシュタインフルト郷土協会はアー川沿いのニーダーミューレに本部を置いている。

### 建築

#### ブルクシュタインフルト
- ブルクシュタインフルト城、12世紀に建設された水城で、ベントハイム＝シュタイン家が居住した
- バグノ公園にあるヨーロッパで最も古い野外コンサートギャラリー
- ホーエ・シューレ・シュタインフルト、ヴェストファーレン初の改革派の大学、現在は市民大学が入居している
- 旧シュタインフルト市庁舎
- マルクト広場、ルネサンス様式（マルクト16番地）やビーダーマイアー様式（マルクト13番地）の民家が建つ

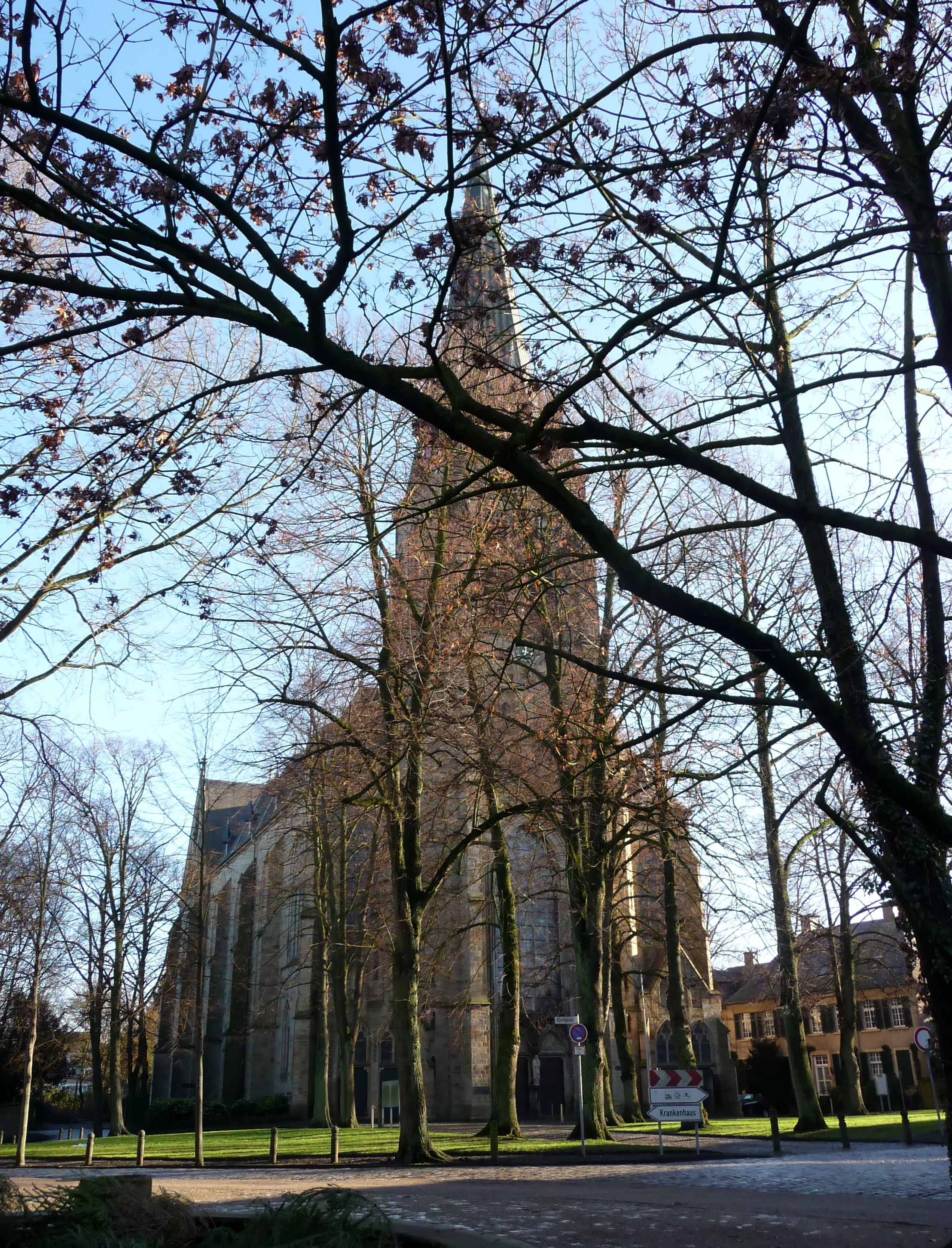
聖ニコメデス教区教会

- シュロスミューレ（城の水車）
- グローセ・キルヒェ（大教会）
- クライネ・キルヒェ（小教会）

- ブルクシュタインフルト城の楼門
- バグノ公園のコンサートギャラリー
- ホーエ・シューレ・ブルクシュタインフルト
- マルクト16番地の家
- マルクト13番地の家
- ブルクシュタインフルトのシュロスミューレ
- グローセ・キルヒェ
- クライネ・キルヒェ

#### ボルクホルスト
- 農家「ブックスホーク」、1657年に建設された市内に現存する最も古い住宅

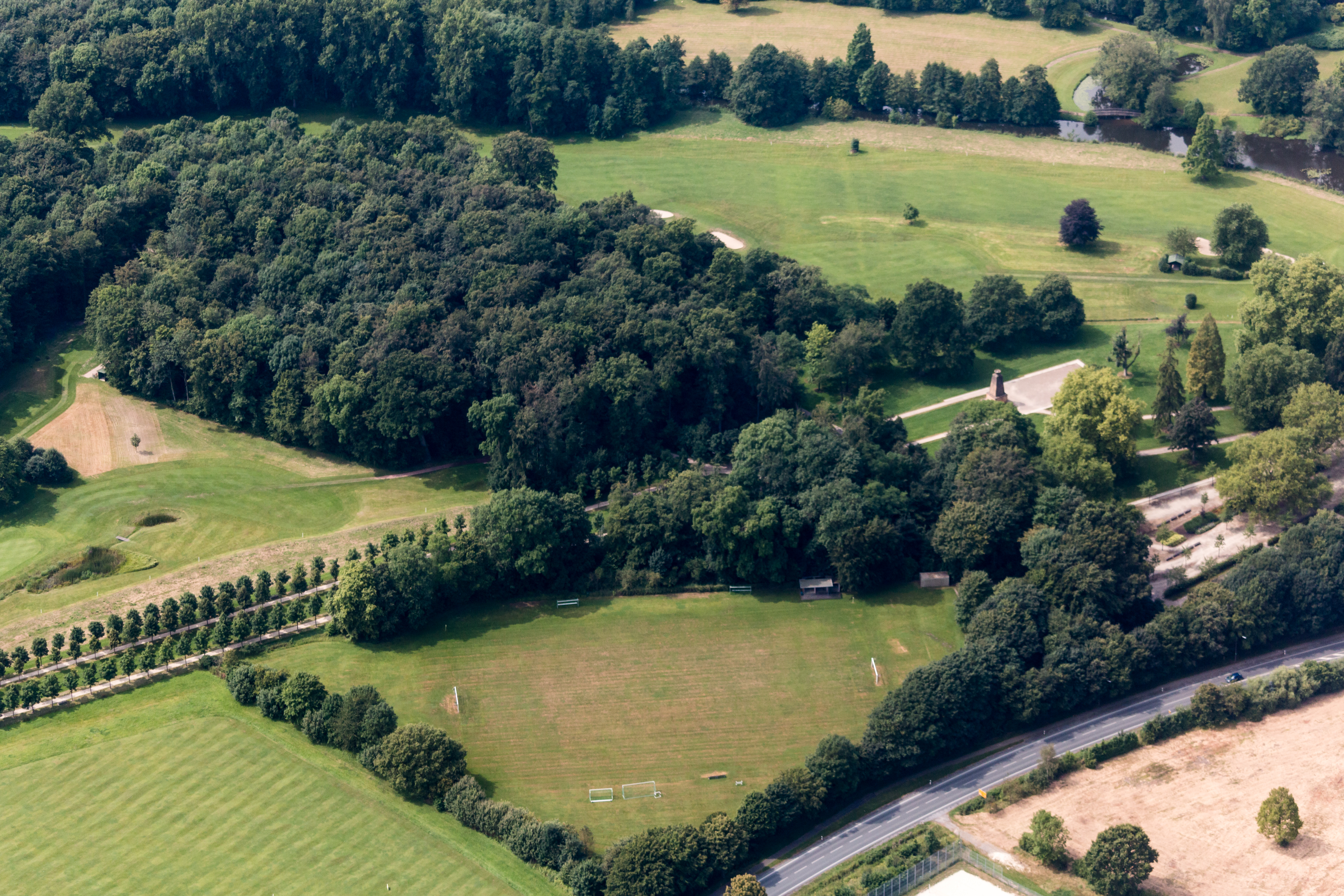
バグノ

- アロイジウス礼拝堂
- 旧市庁舎内の郷土博物館
- ハインリヒ＝ノイイ＝バウハウス博物館
- 聖ニコメデス修道院
- カトリックの聖ニコメデス教区教会

- アロイジウス礼拝堂
- ボルクホルストの郷土博物館
- ハインリヒ＝ノイイ＝バウハウス博物館

### 公園
- バグノ、1774年に造営された。当時はベントハイム＝シュタインフルト伯の庭園であった。
- シュタインフルト・クライスレール庭園（シュタインフルト郡立学習庭園）
- レジャー地区「ブーヒェンベルク」

### 年中行事
- シュタインハルト 500 マラソン、旧シュタインフルト＝マラソン（11月）
- シュヴァイネマルクト（直訳: 豚市）
- ブルネンフェスト（直訳: 泉祭）
- マルクトシュライアーヴォーヒェンエンデ（直訳: 大声で客を呼び込む週末）
- ライネン・ウント・ハントヴェルカーマルクト（直訳: リンネルと職人の市場）
- エルンテダンクマルクト（直訳: 収穫感謝市）
- 市区ごとのキルメス（計2回）
- 射撃祭
- ボルクホルストの謝肉祭のパレード
- ブルクシュタインフルトの子供の謝肉祭のパレード
- エマオのパレード（復活祭の日曜日）
- オールディー＝ナイト
- イタリアの夕べ
- ワインとビールの祭
- インターナショナル・レース・デイズ
- ニコラウスマルクト
- クリスマスマーケット

## 経済と社会資本
ボルクホルストは、隆盛したテキスタイル産業により19世紀に裕福になった。一方、ブルクシュタインフルトは純粋な工業都市ではなく文化・行政都市でもあった。

### 交通

#### 道路
シュタインフルトから連邦アウトバーン A1号線とA31号線へは、連邦道 B54号線経由でアクセスできる。この他、市内には以下の6本の州道が通っている: L510号線（グローナウ - ブルクシュタインフルト - ボルクホルスト - ミュンスター）、L559号線（ブルクシュタインフルト - ノルトヴァルデ）、L567号線（ブルクシュタインフルト - ヴェトリンゲン）、L578号線（ブルクシュタインフルト - ライネ＝エルテ）、L580号線（ノイエンキルヒェン - デュルメン）、L590号線（ボルクホルスト - ヘルステル＝リーゼンベック）。

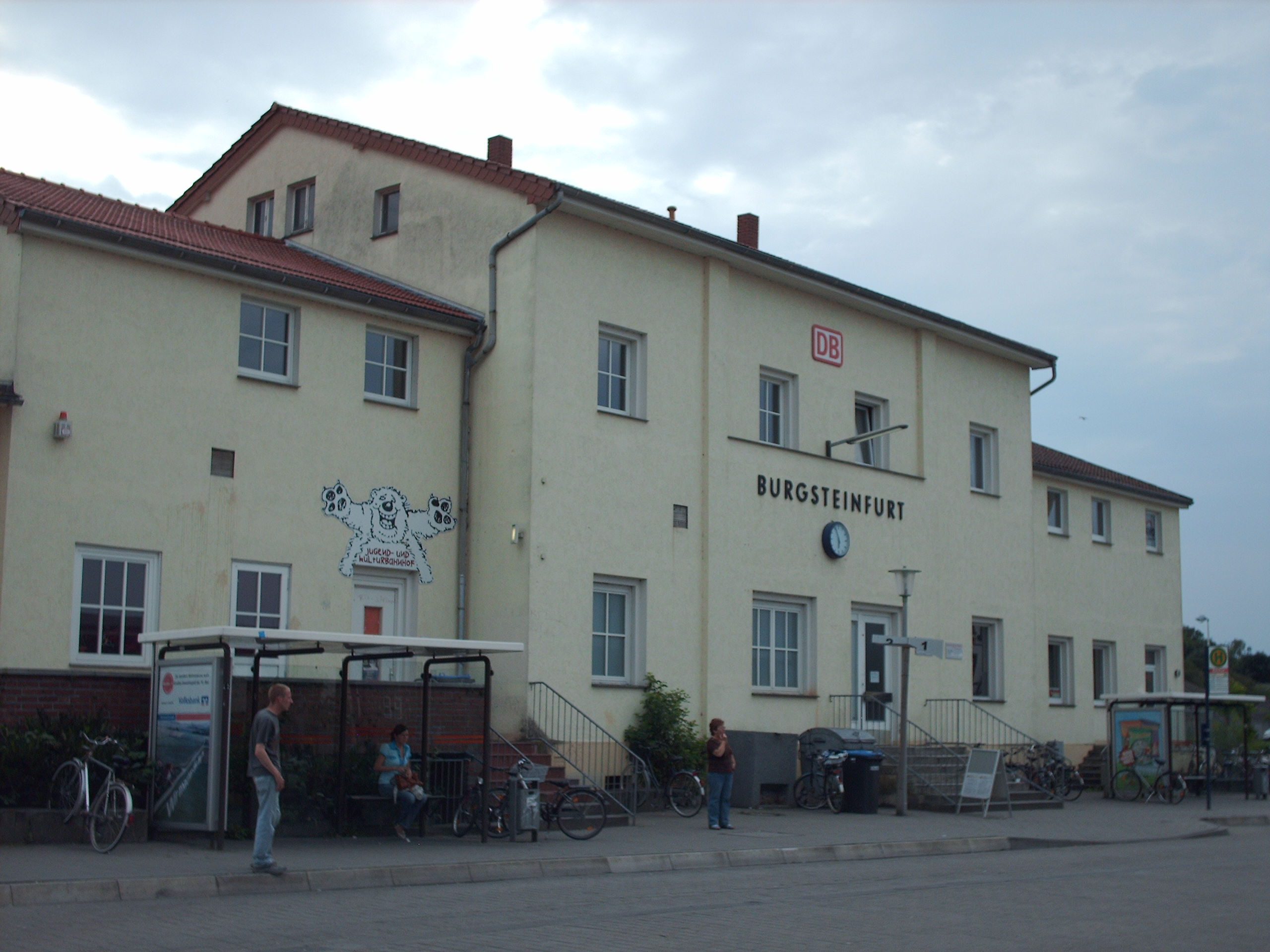
シュタインフルト＝ブルクシュタインフルト駅

#### 鉄道とバス
シュタインフルト＝ブルクシュタインフルト駅、シュタインフルト＝ボルクホルスト駅、シュタインフルト＝ゴッテンカンプ駅では、1時間間隔で運行している RB 64「オイレギオ＝バーン」ミュンスター - グローナウ - エンスヘデ（オランダ）が利用できる。ラッシュの時間帯には30分間隔で運行される。シュタインフルト＝ブルクシュタインフルト駅はさらにライネからコースフェルトへ行く路線への乗換駅であり、アーハウス経由でボルケンへ行く路線の出発駅でもあったが、この両路線は廃止されている。
周辺都市へは定期的にバスが運行している。シュタインフルトはミュンスターラント交通共同体 (VGM) に属している。

#### 航空
ミュンスター/オスナブリュック空港は約 25 km の距離がある。ボルクホルスト＝フュヒテンにはグライダー飛行場がある。

#### 水路
ドルトムント＝エムス運河は、シュタインフルトから約 25 km の距離にある。

### エネルギー
市域内に、ホリヒ風力発電パークとホリヒ・ゼレン風力発電所がある。これらの風力発電所は、郡庁所在都市シュタインフルトが2016年から再生可能エネルギーの生産によってエネルギー需要のバランスを充たすことに大きく貢献した。これによりシュタインフルト市の6つの気候保護目標のうち1つは、期限の9年も前に達成された。

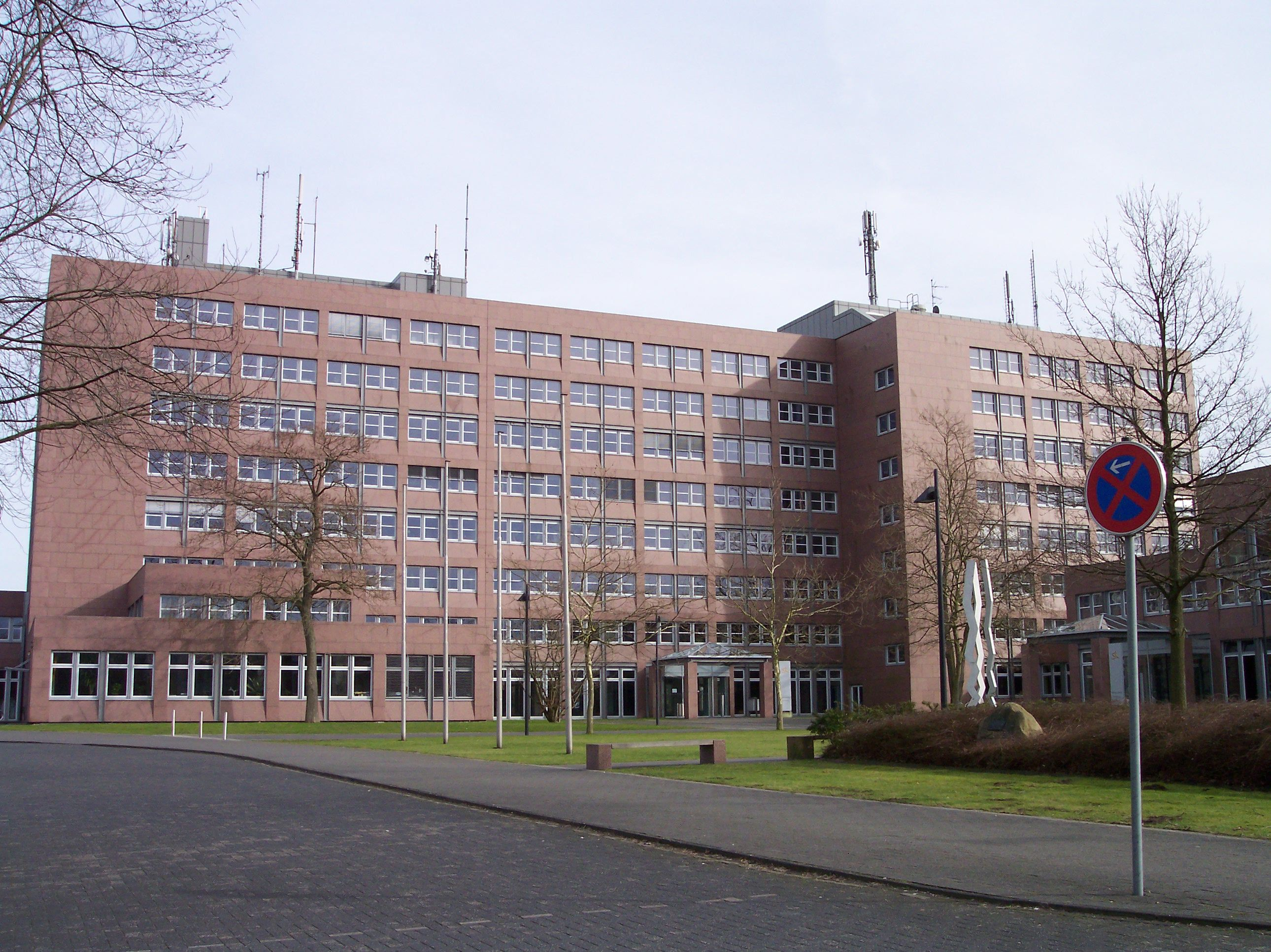
シュタインフルト郡庁舎

### 公共機関

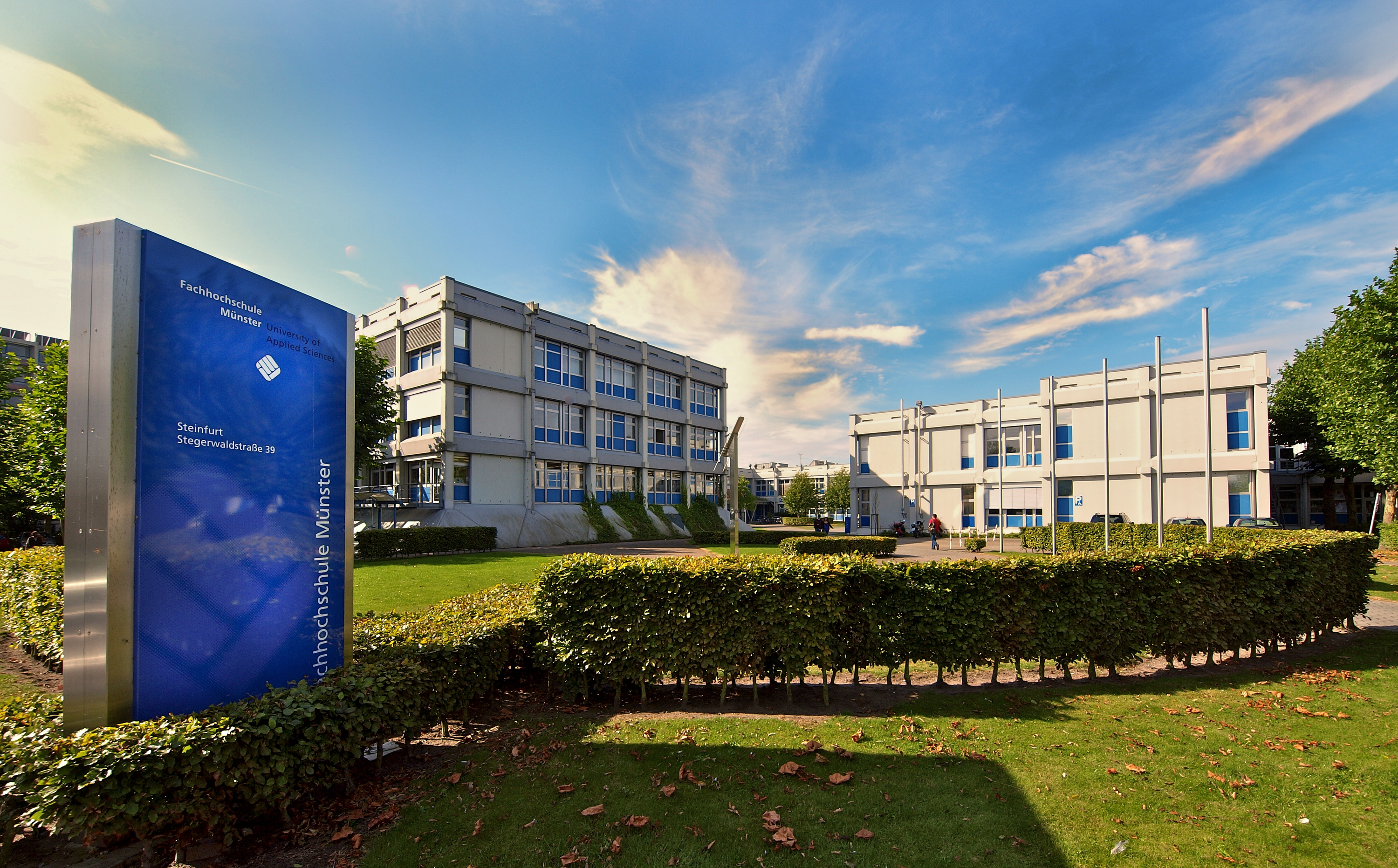
ミュンスター専門単科大学シュタインフルト・キャンパス

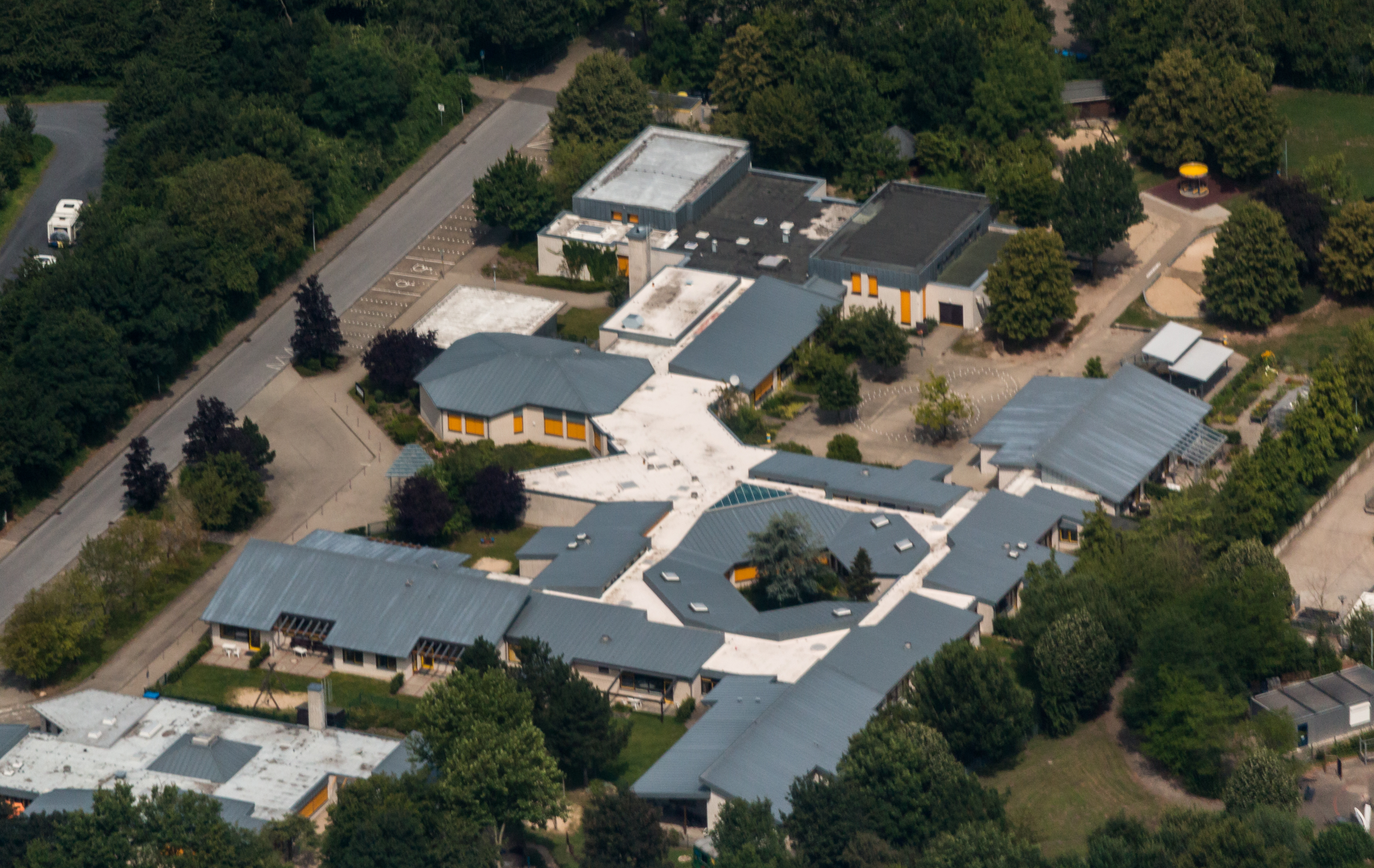
聖エリーザベト＝シューレ

- 郵便局
- シュタインフルト区裁判所
- ライネ労働局シュタインフルト事務所
- シュタインフルト都市施設局
- シュタインフルト市水浴施設
- シュタインフルト税務署
- 郡庁舎
- 郡行政役場
- 消防団

### 教育
シュタインフルトには、ホーエ・シューレの後継として伝統豊かなギムナジウム・アルノルディウムをはじめ様々な形態の学校がある。ミュンスター専門単科大学はシュタインフルトに、化学工学、電子工学と計算機科学、機械製造、エネルギー、建築、環境および物理工学の5つの専門分野を置いている。
その他に
- 幼稚園 26園
- 基礎課程学校 8校
- 本課程学校 2校: ニコメデス本課程学校、シューレ・アム・バグノ
- 実科学校 2校: レアルシューレ・アム・ブーヒェンベルク、市立実科学校ブルクシュタインフルト
- ギムナジウム 2校: ギムナジウム・アルノルディヌム、ギムナジウム・ボルクホルスト
- 養護学校 2校: 聖エリーザベト＝シューレ、ミヒャエル＝エンデ＝シューレ（旧エーリヒ＝ケストナー＝シューレ）
- 職業補習高等専門学校 2校: シュタインフルト郡技術学校、ヘルマン＝エマヌエル職業補習高等専門学校
- ミュンスター専門単科大学の一部門
- 音楽学校 1校
- 家庭教育機関 1か所
- 市民大学 1校

シュタインフルトには、様々なマスターガーデン（石庭、薬草園、農園）をもつ広さ 3 ha の実習庭園がある。来訪者はここでそれぞれの庭園の手入れや形成に関するコツや関心を見つけ出す。コースでは環境に配慮した庭園に関するあらゆる知識を教えている。ここではミュンスターラントに適した新旧300種以上の果樹が栽培されている。この実習庭園には庭園体験路も用意されている。

### メディア
シュタインフルトでは、「ターゲスツァイトゥンゲン・ヴェストフェリシェ・ナハリヒテン」と「ミュンステルシェ・ツァイトゥング」（ブルクシュタインフルトとボルクホルスト）の地方版が刊行されている。また、毎週水曜日に週刊の「ヴィーア・イン・シュタインフルト」と「ハロー」が刊行されている。本市と郡全域向けにライネに中央編成局を持つローカルラジオ「ラジオ RST」が放送されている。WDR は、WDR 2 と WDR テレビでローカルニュースを放送している。「ラジオ Q」はシュタインフルト最新のラジオ放送局で、特に専門単科大学の学生向けである。中央編成局はミュンスターにある。「シュタインフルト.tv」はシュタインフルトおよびその周辺地域向けの情報ポータルである。このポータルでは、バーチャル・ツアーとして多くの360°ビューが用意されている。

### スポーツ
- 体育館 14館
- グライダー飛行場 1か所
- 屋内テニス場 1か所
- 屋内サッカー場 1か所
- ゴルフ場 1か所
- スイングゴルフ場 1か所
- 乗馬施設 4か所
- 屋外プール 1か所
- 屋内外複合プール 1か所
- スポーツグラウンド 3か所

40以上のスポーツクラブが、11,000人を超える会員に 40以上のスポーツ種目を行う機会を提供している。提供されているスポーツ種目やスポーツ施設は多彩で、定期的に開催される全国的なスポーツイベントと結びついている。たとえば、モントゴルフィアーデ、シュタインフルト城でのフェンシング・ジュニア・ワールドカップ、国際マラソンレース、自転車ロードレース、ジュニアサッカー大会などである。スポーツ活動は、シュタインフルト・スポーツ連盟によってコーディネイトされている。

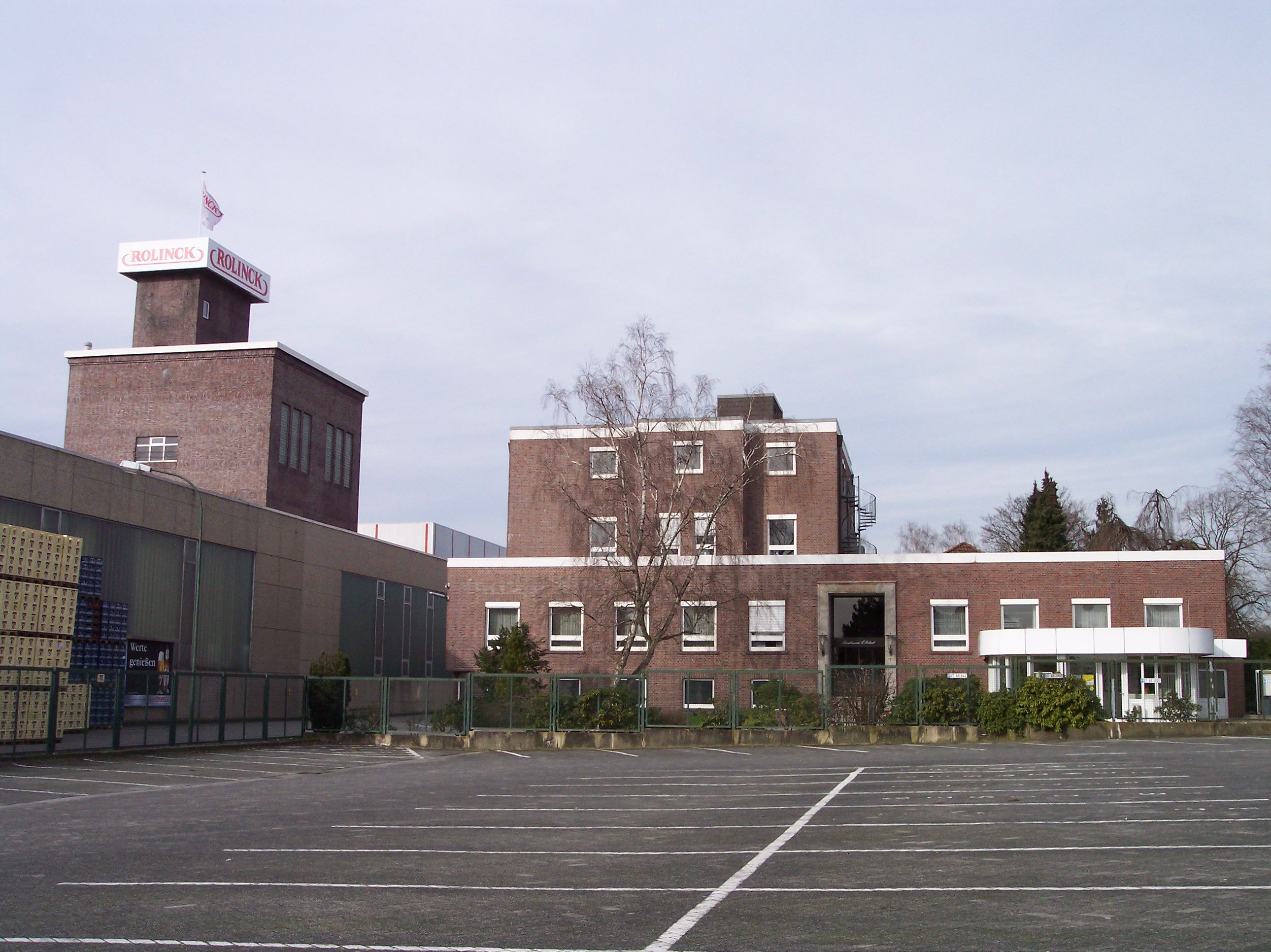
ブラウエライ・ロリンク

### 商工業
- 古くからのミュンスターの穀物酒およびリキュール蒸留所ヨハン・ハインリヒ・ザラント - 1739年にブルクシュタインフルトで創業したミュンスターラントで最も古い穀物蒸留所の1つである。
- ブラウエライ・ロリンク - 1820年にアレクサンダー・ロリンクによって設立されたブルワリー。2007年初めにクロムバッハ・ブラウエライに吸収された。
- ドヴェルシュテーク蒸留所 - 1882年にルートヴィヒ・ドヴェルシュテークによって創設された。
- フィッシャー・テキスタイル工場 GmbH & Co. KG - 1899年にユルトゥス・フィッシャーによってファーレルに設立された。2003年にヤン・フィッシャーに吸収された。
- ライガース・タオル製造
- テキスタイル・ベンダー・クラス ＋ ヴィッシング
- FAS フィルター設備
- ジョージア・パシフィック - 製紙業者
- クニューヴァー・リサイクリング - シュタインフルト＝ボルクホルストで最も古い企業である。
- 合成樹脂曲げ機製造 i-コンセプト

### 病院

#### マリエンホスピタル
聖ニコメデス教会は、1857年ボルクホルストに「慈悲深い修道女が運営する施療院の建設」を決定した。1863年に20床の病院が開院し、その後ミュンスターのフランシスコ会マウリッツ女子修道院は修道士をボルクホルストに派遣した。現在この病院では約 500人が働いている。

## 人物

### 出身者
- アレクサンダー・ヘギウス（ドイツ語版、英語版）（1439年/1440年 - 1498年）人文主義者、共同生活兄弟会（ドイツ語版、英語版）創始者
- ルートヴィヒ・ツー・ベントハイム・ウント・シュタインフルト（ドイツ語版、英語版）（1812年 - 1890年）シュタンデスヘル、ハノーファーとプロイセンの中将
- ヴィルヘルム・フォン・ヘッセン＝フィリップスタール＝バルヒフェルト（1831年 - 1890年）ヘッセン家公子
- アレクシス・ツー・ベントハイム・ウント・シュタインフルト（ドイツ語版、英語版）（1845年 - 1919年）シュタンデスヘル、プロイセンの中将
- ハインツ・バウムケッター（1912年 - 2001年）親衛隊大尉。マウトハウゼン強制収容所、ナッツヴァイラー強制収容所、ザクセンハウゼン強制収容所の医師を務めた。
- ミカエル・フォルセル（1981年 - ）サッカー選手

### ゆかりの人物
- ヨハネス・アルトゥジウス（ドイツ語版、英語版）（1563年 - 1638年）法律家、カルヴァン主義の国家理論学者
- ヨハン・ハインリヒ・ハイデッガー（ドイツ語版、英語版）（1633年 - 1698年）改革派神学者
- フリードリヒ・ハルトマン・グラーフ（ドイツ語版、英語版）（1727年 - 1795年）作曲家、フルート奏者
- アレクサンダー・ケーニヒ（1858年 - 1940年）博物学者、動物学者
- ジョン・ヘンリー・マッケイ（ドイツ語版、英語版）（1864年 - 1933年）作家
- リヒャルト・ヒュルゼンベック（1892年 - 1974年）ダダイスト
- ヴィルヘルム・アッカーマン（1896年 - 1962年）数学者
- ブリンキー・パレルモ（ドイツ語版、英語版）（1943年 - 1977年）画家、環境芸術家
- トーマス・ヘーレン（1961年 - ）法律家

## 関連文献
- Thomas Hoeren (2005). Historischer Stadtführer Steinfurt. Steinfurt: Tecklenborg Verlag. ISBN 978-3-934427-81-5
- Thomas Hoeren/Christiane Hildebrand-Stubbe/Günther Hilgemann (2019). Steinfurt. Spaziergänge zur Siedlungs- und Architekturgeschichte. Steinfurt: Tecklenborg. ISBN 978-3-944327-73-0

- G. Hilgemann/H.-J. Pape/T. Wallmeyer (2010). Steinfurt – Doppelt liebenswert. Steinfurt: Tecklenborg Verlag. ISBN 978-3-939172-68-0
- Alex Wobbe u. a. (1979). Borghorst – alte Ansichten. Steinfurt: Tecklenborg Verlag
- Willi Riegert (2003). Heimat unter Bomben, Der Luftkrieg im Raum Steinfurt, Münster und Osnabrück 1939–1945. Dülmen. ISBN 978-3-89960-235-7
- Borghorster Heimatbuch. Steinfurt: Tecklenborg Verlag. (1980)
- Stiftsrundgang Borghorst. Steinfurt. (1998)
- Eine Reise durch die Geschichte – 650 Jahre Stadtrechte 1347–1997. Horb am Neckar: Geiger-Verlag. (1997). ISBN 978-3-89570-278-5
- Hans-Jürgen Warnecke (2002). Heinz Stoob und Wilfried Ehbrecht. ed. Westfälischer Städteatlas, Band: VII, 2. Teilband, Stadtmappe Burgsteinfurt. Dortmund-Altenbeken. ISBN 978-3-89115-151-8
- Hildegard Strickling (2004). Das Bagno in Steinfurt – Ein Gang durch den historischen Park zu seiner Blütezeit. Steinfurt: Tecklenborg Verlag. ISBN 978-3-934427-44-0
- Wolfgang Lübbers (1997). Das Bagno in Steinfurt – Ein Garten der Goethezeit; vom höfischen Barockgarten zum englischen Landschaftspark. Steinfurt: Heimatverein Burgsteinfurt
- Gerard Jentgens (2009). LWL-Archäologie für Westfalen. ed. Von Bauern und Schmieden im Mittelalter. Archäologie im Kreis Steinfurt. Paderborn: Bonifatius GmbH Druck-Buch-Verlag

これらの文献は、翻訳元であるドイツ語版の参考文献として挙げられていたものであり、日本語版作成に際し直接参照してはおりません。